# Callithrix kuhlii
Callithrix kuhlii és una espècie de primat de la família dels cal·litríquids que viu als boscos tropicals i subtropicals del sud-oest del Brasil.